# Parupeneus orientalis
Parupeneus orientalis is een straalvinnige vissensoort uit de familie van zeebarbelen (Mullidae). De wetenschappelijke naam van de soort is voor het eerst geldig gepubliceerd in 1933 door Fowler.